# Groene manakin
De groene manakin (Cryptopipo holochlora) is een zangvogel uit de familie Pipridae (manakins).

## Verspreiding en leefgebied
Deze soort komt voor van Colombia tot Peru en telt twee ondersoorten:
- C. h. holochlora: van oostelijk Colombia en oostelijk Ecuador tot oostelijk Peru.
- C. h. viridior: zuidoostelijk Peru.

## Status
De grootte van de populatie is niet gekwantificeerd maar de soort wordt omschreven als vrij algemeen maar met een versnipperde verspreiding. Op de Rode lijst van de IUCN heeft deze soort de status niet bedreigd.